# Dinochloa alata
Dinochloa alata är en gräsart som beskrevs av Mcclure. Dinochloa alata ingår i släktet Dinochloa och familjen gräs.
Artens utbredningsområde är Vietnam. Inga underarter finns listade i Catalogue of Life.